# Aixait
Aixait, o Aixaiet, va ser una reina egípcia de la XI dinastia. Era una esposa menor del faraó Mentuhotep II. 
La seva tomba (DBXI.17) i una petita capella decorada es van trobar al complex del temple del seu marit de Deir el-Bahari, darrere de l'edifici principal, juntament amb les tombes d'unes altres cinc dones, Henhenet, Kawit, Kemsit, Sadeh i Maiet. Aixait era la més gran de totes elles, tenia uns 22 anys quan va morir. Tant ella com unes altres tres portaven títols de reina i la majoria eren sacerdotesses de Hathor, per la qual cosa és possible que fossin enterrades allà com a part del culte a la deessa. També és possible que fossin filles de nobles.
El sarcòfag de pedra d'Aixait és una de les peces més conegudes d'aquest període. Incloïa un taüt de fusta amb el cos de la reina. A la tomba també s'hi va trobar una estàtua de fusta seva. La seva mòmia, sarcòfag i taüt es troben ara al Museu egipci del Caire.

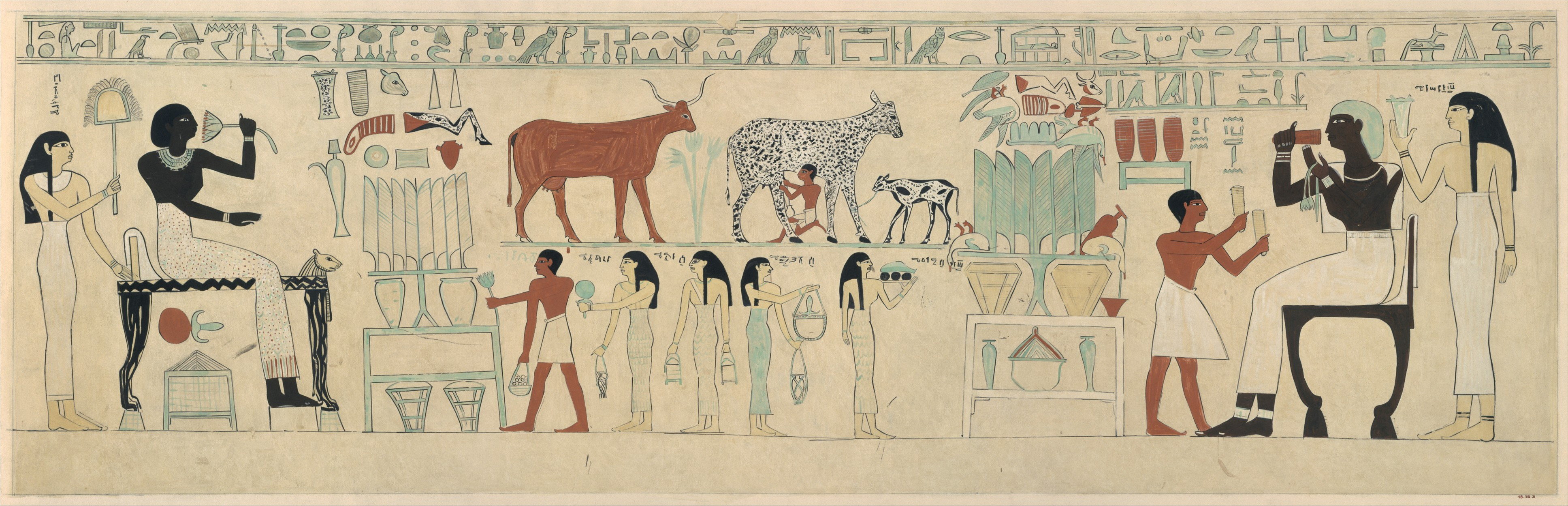
Facsímil de la pintura a la part posterior del sarcòfag d'Aixait.

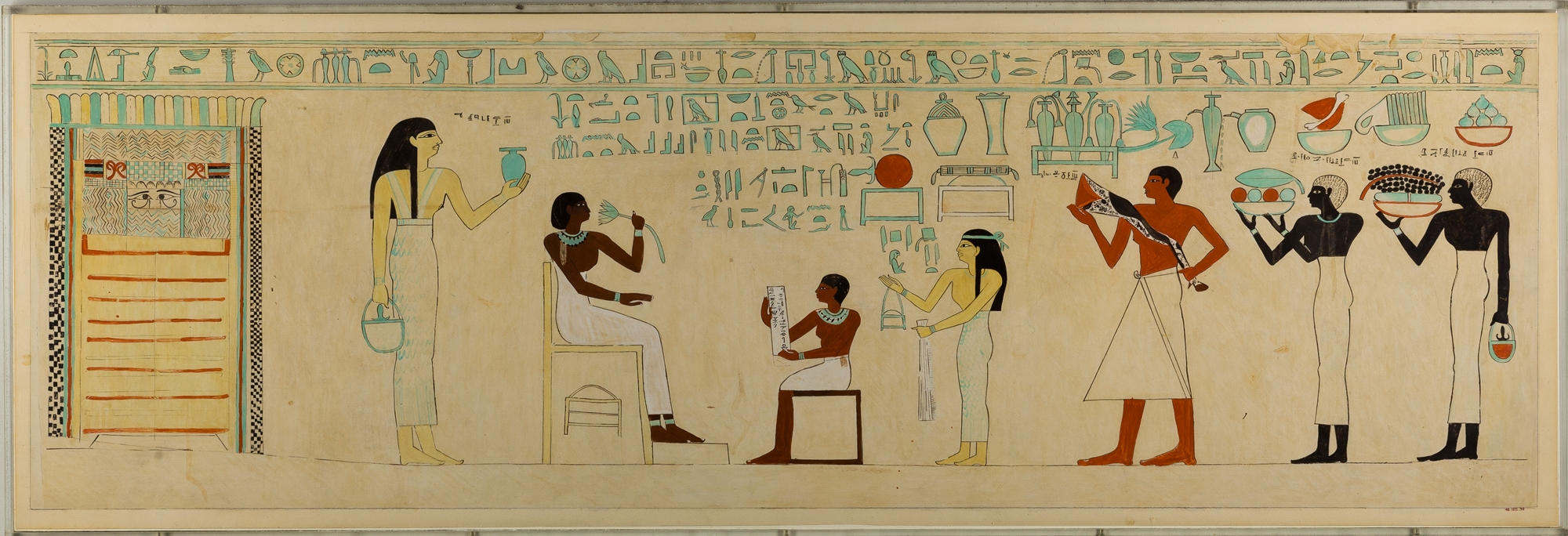
Facsímil de la pintura del costat frontal interior del sarcòfag d'Aixait.

Els seus títols eren: Esposa Estimada del Rei (ḥmt-nỉswt mrỉỉ.t=f), Ornament Únic del Rei (ẖkr.t-nỉswt wˁtỉ.t), Sacerdotessa d'Athor (ḥm.t-nṯr ḥwt-ḥrw), Sacerdotessa d'Athor, Gran de Kas, sobretot en els seus llocs (ḥm.t-nṯr ḥwt-ḥrw wr.t m [k3.w]=s ḫntỉ.t m swt=s), Sacerdotessa d'Athor, Gran de Kas, sobretot en els seus llocs, Dama de Denderah (ḥm.t-nṯr ḥwt-ḥrw nb.t ỉwn.t wr.t k3.w=s ḫntỉ.t m swt=s).